# Теоретическая нагруженность наблюдения
Теоретическая нагруженность наблюдения в философии науки означает, что при проведении наблюдений на них оказывают влияние теоретические предпосылки, которые исследователь предполагает или вносит.
Тезис о теоретической нагруженности наблюдения стал появляться как ответ на позиции логического позитивизма и больше всего связан с работами Норвуда Рассела Хэнсона, Томаса Куна и Пола Фейерабенда, написанными ими в конце 1950-х и начале 1960-х, и возможно, впервые был предложен Пьером Дюгемом (по крайней мере, косвенным образом) за 50 лет до этого. «Многочисленными примерами Дюэм доказывал, что выбор и определение понятий, благодаря которым могут быть поняты физические феномены, зависят от теорий и что эволюция теорий приводит к изменениям понятий, а также к реинтерпретации фактов».

## Авторы

### Норвуд Рассел Хэнсон
Норвуд Рассел Хэнсон в своей работе «Модели открытия» (Patterns of Discovery), утверждает, что «видение» не является простой суммой восприятий, генерируемых на сетчатке глаза. Любое видение всегда имеет концептуальный компонент. К примеру, не для каждого человека рентгеновское изображение имеет смысл, и не каждый способен воспринять ту информацию, которая на этом изображении содержится. Врач обладает определённой компетенцией, которая позволяет ему воспринимать эту информацию, и делать из неё выводы. Аналогичным примером может быть то, как европейцы видят арабские и китайские символы. Без должного знания, для них это просто неразборчивые строки текста. «Видеть объект X — значит видеть, что он может себя повести таким образом, как мы от него этого ожидаем: если поведение объекта не соответствует нашим ожиданиям от x, мы не можем больше рассматривать x как x в нашем понимании».
Таким образом делается вывод, что процесс восприятия и интерпретация увиденного — неразделимые процессы. Наше восприятие, наши наблюдения — нагружены системой интерпретации увиденного. При этом она имеет оттенок субъективности, так как у каждого человека индивидуальное восприятие. Это делает невозможным существование нейтрального языка науки и протокольных предложений в частности. Помимо искажений, которые происходят во время чувственного восприятия, на искажение и создание теоретической нагруженности наблюдений влияют такие элементы человеческой психологии, как ожидания, надежды, стремления.

### Уиллард Ван Орман Куайн
В своей концепции неопределённости перевода Куайн старается показать невозможность окончательно перевода с одного языка на другой, так как нельзя быть до конца уверенным в точном значении слов. Оно же справедливо и по отношению к научной теории. «Всякое высказывание может считаться истинным при любых обстоятельствах, если мы производим достаточно радикальные изменения где-то в системе. Даже высказывание, находящееся в непосредственной близости к периферии, может считаться истинным перед лицом противоречивого опыта — путём ссылки на галлюцинации или путём исправления высказываний определённого вида, именуемых логическими законами. И наоборот, ни одно высказывание не гарантировано от исправления». Таким образом мы получаем невозможность выбора какой-то одной научной теории как истинной только на основании эмпирических данных. Данное состояние получило название Тезис Дюэма — Куайна. Теоретическое обрамление эмпирических данных способно помочь справиться с этой проблемой.

### Томас Кун
Идеи Хэнсона были приняты и использованы Томасом Куном. В его работе «Структура научных революций» был заявлен тезис о том, что наука развивается скачкообразно, импульсно, через научные революции. Заявляется существование научных парадигм, определённых складов научной реальности в отрезок времени, которые в том числе обуславливают и то, как именно наши наблюдения будут нагружены. При смене парадигмы обязательно произойдёт и смена способов осмысливания наблюдений ввиду их устаревания. Как пример можно привести восприятие силы притяжения до полётов в космос и после. Притяжение было всеобщим законом, и воспринималось учёными соответствующим образом. Однако начиная с XX века из-за смены парадигмы изменилось и восприятие притяжения. Старое осталось справедливым только в пределах Земли.

### Пол Фейерабенд
Пол Фейерабенд в своих работах «Против метода» и «Наука в свободном обществе» также принимает данный подход в восприятию наблюдаемого, но доводит идею смены парадигм до абсолюта. Если у Куна есть переход от одной парадигмы к другой, а значит есть промежуточные этапы в этом переходе, то Фейерабенд не группирует теории в парадигмы, а выделяет каждую теорию отдельно. Каждая из них обладает своими уникальными способами теоретической нагруженности. Таким образом, невозможно проводить сравнения между двумя или более научными теориями.

## Формы

### Две формы теоретической нагруженности
Две формы теоретической нагруженности следует размежевать:
- семантическая форма: значение терминов наблюдения частично определяется теоретическими предпосылками;
- перцепционная форма: теории, которых придерживается исследователь, вторгаются в восприятие наблюдателя на очень базовом когнитивном уровне. Первая форма теоретической нагруженности может быть названа семантической теоретической нагруженностью, вторая — перцептивной теоретической нагруженностью.[источник не указан 615 дней]

### Три формы теоретической нагруженности
В книге «Миф о фактах», написанной итальянским автором Массимилиано Арагона в 2009 году, в которой была показана теоретическая нагруженность психических свидетельств, различались три вида теоретической нагруженности .

#### Слабая форма
«Слабая форма» была уже заявлена Поппером (она слабая, потому что он придерживается идеи теоретического прогресса, направленного в сторону истинности научных теорий). «Самой важной идеей для апостериорной оценки теорий является истина или, так как мы нуждаемся в более доступном сравнительном понятии, то, что я называю „близостью к истине“, „правдоподобием“».

#### Сильная/строгая форма
«Сильная» форма была поддержана представлением Куна и Фейерабенда о несоизмеримости. «…защитникам конкурирующих парадигм не удаётся осуществить полный контакт с противоборствующей точкой зрения. Вместе взятые эти причины следовало бы описать как несоизмеримость предреволюционных и послереволюционных нормальных научных традиций, и нам следует здесь только кратко резюмировать уже сказанное. Прежде всего защитники конкурирующих парадигм часто не соглашаются с перечнем проблем, которые должны быть разрешены с помощью каждого кандидата в парадигмы. Их стандарты или их определения науки не одинаковы». «С моей точки зрения, язык наблюдения интерпретируется с помощью теорий, которые разъясняют, что именно мы наблюдаем. Такие интерпретации изменяются вместе со сменой теорий. Я понял, что такие интерпретации могут сделать невозможным установление дедуктивных отношений между соперничающими теориями, и попытался обнаружить средства сравнения теорий, независимые от таких отношений».
Кун, однако, был умеренным релятивистом, и поддерживал идею Канта о том, что, несмотря на отсутствие возможности непосредственного познания реальности, реальность противостоит человеческим интерпретациям. «Следовательно, не только возможно или вероятно, но и совершенно несомненно, что пространство и время как необходимые условия всякого (внешнего и внутреннего) опыта суть лишь субъективные условия всякого нашего созерцания, в отношении к которому поэтому все предметы суть только явления, а не данные таким образом вещи сами по себе (für sich); поэтому о том, что касается формы их, многое можно сказать a priori, но никогда ничего нельзя сказать о вещи самой по себе, которая могла бы лежать в основе этих явлений.».

#### Суперстрогая форма
Фейерабенд, напротив, полностью перевернул отношения между наблюдением и теорией, включив «супер-строгую» форму теоретической нагруженности, в которой «все дозволено».

## Социальная нагруженность наблюдений

### Феминистский подход
Учёная-философ Эвелин Фокс Келлер рассматривает науку через феминистическую критику. Главная позиция автора в том, что на теоретическую нагруженность наблюдения может также влиять гендер. Обосновывается это тем, что большинство учёных, сформировавших цели, задачи и средства науки были мужчины. Мужские стремления и ожидания определили то, какие теории интересовали учёных, на какие наблюдаемые объекты обращала внимание наука. Наука рассматривала природу как то, что можно подчинить, только поняв как природа функционирует. Как только приходит понимание функционирования природы, приходит желания власти и контроля над природой и не только. «Знание в общем и научное знание в частности служат двум богам — власти и трансцендентности. Она стремится поочерёдно к овладению природой и единству с ней. Сексуальность служит тем же двум богам, стремясь к доминированию и экстатическому общению — короче говоря, агрессии и эросу».